# Birger Holmqvist
Birger "Bigge" Holmquist, född 28 december 1900, död 9 april 1989, var en svensk bandy- och ishockeyspelare. 
Han spelade bandy för IK Göta och svenska landslaget. Birger Holmquist bildade tillsammans med Birger Weideby och Gunnar Galin en fruktat anfallskedja, kallad "stjärn-Birgrarna", i IK Göta Bandy. Han blev svensk mästare i bandy med IK Göta 1925 och 1927. Holmquist blev Stor grabb i bandy med nummer 62.
Han spelade ishockey för IK Göta och för Berliner SC. Han blev svensk mästare fyra gånger och tysk mästare fem gånger. I Sveriges herrlandslag i ishockey vann han EM 1923, och en silvermedalj i de Olympiska vinterspelen 1928 (blev samtidigt Europamästare). Holmquist deltog även i OS i Chamonix 1924, där han utsågs till den bäste deltagande spelaren från Europa (Sverige slutade fyra i turneringen). Holmquist blev Stor grabb i ishockey med nummer 7.

## Meriter
- EM
  - Guld 1923, 1928
  - Silver 1922, 1924
- SM
  - Guld 1922, 1924, 1927, 1928
- Tysk mästare
  - Guld 1921, 1923, 1924, 1925, 1926
- OS
  - Silver 1928
  - Fyra 1924